# Aloe cremnophila
Aloe cremnophila là một loài thực vật có hoa trong họ Măng tây. Loài này được Reynolds & Bally mô tả khoa học đầu tiên năm 1961.

## Hình ảnh

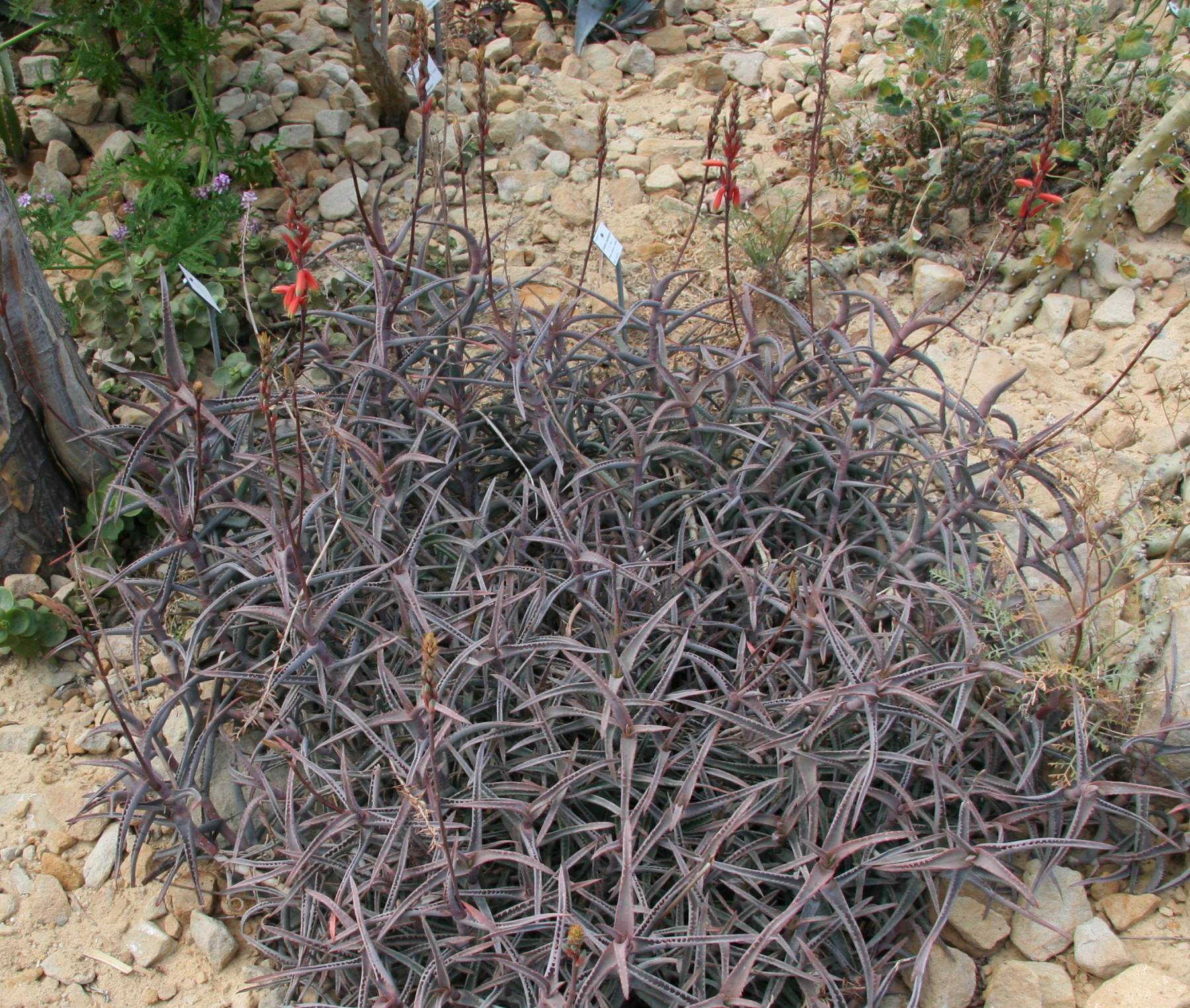
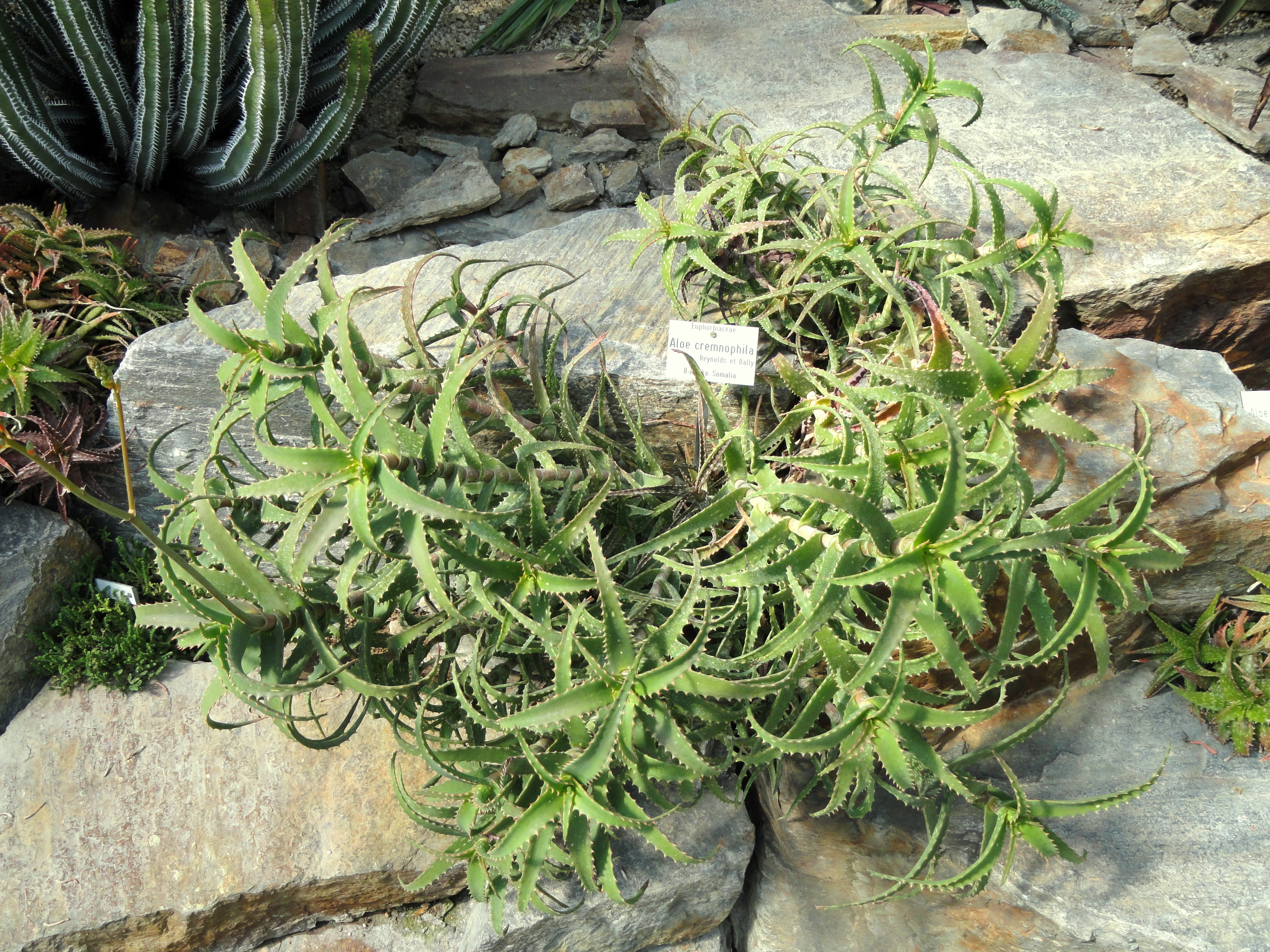